# Гартмут Венцель
Гартмут Венцель (нім. Hartmut Wenzel, 23 лютого 1947 — 24 серпня 2020) — німецький академічний веслувальник.
Бронзовий призер Олімпійських Ігор 1976 року в складі розпашної четвірки зі стерновим.
Срібний призер Чемпіонату світу 1978 року в складі вісімки, бронзовий призер 1966 (вісімки), 1975 (розпашні четвірки зі стерновим), 1977 (вісімки) років.
Срібний призер Чемпіонату Європи 1969 року в складі розпашної четвірки зі стерновим.